# 小行星7341
小行星7341是一颗围绕太阳公转的小行星。1991年11月1日，埃莉諾·赫琳、肯尼斯·J·劳伦斯在帕洛马山发现了此天体。
这颗小行星的绝对星等为173.3393237629222等。